# Samarium(III)sulfide
Samarium(III)sulfide is een sulfide van samarium en heeft als brutoformule Sm2S3. De stof komt voor als roodbruine kristallen.